# Leonard Hamilton
Pour les articles homonymes, voir Hamilton.
Leonard Hamilton, né le 4 août 1948, à Gastonia, en Caroline du Nord, est un entraîneur américain de basket-ball. 

## Palmarès
- Entraîneur de l'année de l'Atlantic Coast Conference 2009, 2012